# Jakub Karpiński
Jakub Karpiński (Varsavia, 17 giugno 1940 – Varsavia, 22 marzo 2003) è stato un sociologo, storico e politologo polacco.
Con gli pseudonimi di Jan Nowicki e Marek Tarniewski ha firmato molte delle sue pubblicazioni durante il periodo del regime comunista in Polonia. Fu uno degli imputati del processo agli alpinisti.

## Biografia
Figlio dell'architetto Zbigniew Karpiński e fratello di Wojciech Karpiński e di Marek 
Karpiński, ex portavoce di Lech Wałęsa.
Si laurea in Filosofia e Sociologia all'Università di Varsavia.
Il 9 maggio del 1968 viene arrestato con l'accusa di organizzazione di assemblee nell'area studentesca di Varsavia. Allora lavorava come assistente di sociologia all'università, e come molti altri studenti aveva preso parte alle manifestazioni studentesche del marzo '68. Dopo quattro mesi di carcere, il 12 settembre del 1968 venne rilasciato.
Una volta uscito dal carcere raccoglie materiale sui cosiddetti avvenimenti di marzo: le risoluzioni adottate alle assemblee studentesche, le testimonianze sull'intervento violento e spropositato degli squadroni della polizia politica, nonché la lista contenente i nomi degli studenti arrestati.
Il materiale viene fatto arrivare a Parigi, dove nel gennaio del 1969 la casa editrice Instytut Literacki lo pubblicherà in un libro intitolato Wydarzenia Marcowe 1968 (Gli avvenimenti del marzo 1968). Come tutte le pubblicazioni dell'Instytut Literacki anche Wydarzenia Marcowe 1968 era destinato a raggiungere la Polonia per contrastare il monopolio dell'informazione in mano alle autorità comuniste.
Il 31 maggio del 1969 Karpiński viene nuovamente arrestato. Questa volta il processo si svolgerà e diverrà noto con il nome di proces taterników, il processo agli alpinisti. Karpiński, che era uno dei cinque imputati, fu condannato a quattro anni di reclusione, ridotti a due anni e otto mesi in seguito all'amnistia del giugno del 1969.
Nel 1978 partì dalla Polonia e fino al 1997 visse e insegnò tra Regno Unito, Stati Uniti e Francia, pubblicando diciassette libri e oltre duecento articoli di metodologia delle scienze sociali, sociologia e storia polacca contemporanea. Nel 1997 fece ritorno in Polonia, dove riprese ad insegnare all'università di Varsavia, nello stesso Istituto di Sociologia in cui aveva studiato anni prima.

## Opere principali
- Ewolucja czy rewolucja  (1975)
- Krótkie spięcie: marzec 1968 (1977)
- Porcja wolności: październik 1956 (1979)
- Płonie Komitet: grudzień 1970, czerwiec 1976 (1982)
- Mowa do ludu. Szkice o języku polityki (1984)
- Polska, komunizm, opozycja. Słownik (1985)
- Taternictwo nizinne (1988)
- Portrety lat. Polska w odcinkach 1944-1988 (1989)
- Nie być w myśleniu posłusznym: Ossowscy, socjologia, filozofia (1989)
- Między komunizmem a demokracją (1992)
- Kultura i wielość rzeczywistości (1992)
- ABC polityki (1997)
- Wykres gorączki. Polska pod rządami komunistycznymi (2001)
- Trzecia niepodległość. Najnowsza historia Polski (2001)